# Nazionale maschile di rugby a 7 delle Tonga
La nazionale di rugby a 7 delle Tonga è la selezione che rappresenta Tonga a livello internazionale nel rugby a 7.
Le Tonga partecipano regolarmente alle World Rugby Sevens Challenger Series, alla Coppa del Mondo di rugby a 7 e ai Giochi del Commonwealth. Contrariamente alle altre due maggiori nazionali del Pacifico (ovvero Figi e Samoa) le Tonga non vantano un'esperienza significativa alle World Rugby Sevens Series.
Il loro migliore risultato ottenuto nella Coppa del Mondo consiste nel raggiungimento dei quarti di finale nell'edizione inaugurale del 1993.

## Palmarès
- Giochi del Pacifico

Port Moresby 2015: medaglia di bronzo
Apia 2019: medaglia di bronzo

## Partecipazioni ai principali tornei internazionali
- 1993: quarti di finale
- 1997: vincitore Plate
- 2001: n.p.
- 2005: semifinale Bowl
- 2009: semifinale Plate
- 2013: quarti di finale Plate
- 2018: 22º posto

- 1998: fase a gironi
- 2002: finalista Bowl
- 2006: finalista Bowl
- 2010: semifinale Bowl
- 2014: n.p.
- 2018: n.p.

1999: n.d.
2003: 4º posto
2007: n.p.
2011: n.p.
2015:  3º posto
2019:  3º posto